# Jarrad Drizners
Jarrad Drizners (* 31. Mai 1999 in Adelaide) ist ein australischer Radrennfahrer.

## Sportlicher Werdegang
Auf nationaler Ebene wurde Drizners 2019 U23-Meister im Kriterium, 2020 U23-Meister im Straßenrennen. 2020 wurde er Mitglied im Nachwuchsteam Hagens Berman Axeon. Wertvollstes Resultat in den Saisons 2020 und 2021 war der vierte Platz in der Gesamtwertung der Flanders Tomorrow Tour 2021.
Zur Saison 2022 erhielt Drizners einen Profi-Vertrag beim damaligen UCI WorldTeam Lotto Soudal. Für das Team nahm er bisher zweimal an einer Grand Tour teil, bei der ersten Teilnahme schied er nach einem positiven COVID-19-Test nach der neunten Etappe der Vuelta a España aus. Insgesamt blieb er in den ersten zwei Jahren ohne Sieg, konnte aber bei der Polen-Rundfahrt 2022 die Bergwertung für sich entscheiden.

## Erfolge
2019
- Australischer Meister – Kriterium (U23)

2020
- Australischer Meister – Straßenrennen (U23)

2022
- Bergwertung Polen-Rundfahrt

## Grand Tour-Platzierungen
| Grand Tour            | 2022 | 2023 | 2024 | 2025 |
| --------------------- | ---- | ---- | ---- | ---- |
| Giro d’ItaliaGiro     | –    | –    | –    | –    |
| Tour de FranceTour    | –    | –    | 139  | 129  |
| Vuelta a EspañaVuelta | DNF  | 145  | –    |      |